# اسهال
اِسهال (به انگلیسی: Diarrhea)، شِکَم‌رَوِش، شِکَم‌رُوِه، شِکَم‌رَوَه یا شِکَم‌رَو بیماری است که در آن فرد بیمار دست کم پنج بار در روز دفع مدفوع روان یا مایع (با قوام شل) دارد. این حالت می‌تواند تا آخر عمر به طول بینجامد و موجب کم‌بود ویتامین d می‌شود که در پی از دست دادن مایعات رخ می‌دهد. نشانه‌های کم‌آبی معمولاً با از بین رفتن کشش طبیعی پوست و تغییر در شخصیت آغاز می‌شود. این وضعیت می‌تواند پیشروی کند و در حالات حادتر منجر به کاهش احساس، رنگ‌پریدگی، ضربان سریع قلب، و کاهش در پاسخگویی و هوشیاری شود. ولی مدفوع روان اما بدون آب در کودکانی که از شیر مادر تغذیه می‌کنند می‌تواند طبیعی باشد.

## علل بیماری
اصلی‌ترین علت اسهال، عفونت روده‌ها است. عفونت روده ممکن است در پی ابتلا به یکی از این موارد به وجود بیاید: ویروس، باکتری، انگل یا وضعیتی که به عنوان اسهال و استفراغ شناخته می‌شود. این آلودگی‌ها معمولاً از طریق غذا یا آبی حاصل می‌شوند که آلوده به مدفوع شده‌اند یا مستقیماً از فردی منتقل می‌شوند که به این بیماری آلوده شده‌است. این بیماری را می‌توان به سه دسته تقسیم‌بندی کرد: اسهال آبکی کوتاه مدت، اسهال خونی کوتاه مدت، و اگر به مدت بیش از دو هفته ادامه یابد، به عنوان اسهال پایدار شناخته می‌شود. اسهال آبکی کوتاه مدت می‌تواند در پی آلودگی به وبا باشد. اسهال خونی کوتاه مدت وضعیتی است که به عنوان دیسانتری هم شناخته می‌شود. شماری از عوامل غیر عفونی نیز ممکن است منجر به اسهال بشوند. این عوامل شامل این موارد هستند: پرکاری تیروئید، عدم تحمل لاکتوز، بیماری‌های التهابی روده، مصرف برخی داروها، سندروم روده تحریک‌پذیر و یک سری عوامل دیگر. در بیشتر موارد، برای شناخت عامل اصلی به کشت مدفوع نیازی نیست.

## پیشگیری و درمان
راه‌های پیشگیری از اسهال عفونی شامل این موارد است: رعایت بهداشت، آب آشامیدنی پاک، و شستن دست‌ها. شیردهی به مدت حداقل شش ماه نیز پیشنهاد می‌شود، چرا که به عنوان واکسیناسیون روتاویروس عمل می‌کند. محلول سرم خوراکی (ORS) که همان آب آشامیدنی به همراه مقدار متعادلی از نمک و شکر است نوعی درمان است که معمولاً در پیش گرفته می‌شود. قرص‌های روی نیز پیشنهاد می‌شوند. تخمین زده می‌شود که این درمان‌ها حدود ۵۰ میلیون کودک را طی ۲۵ سال اخیر نجات داده باشد. وقتی که افراد دچار اسهال می‌شوند، پیشنهاد می‌شود که به خوردن غذای سالم ادامه دهند و کودکان نیز به خوردن شیر مادر. اگر ORSهای تجاری در دسترس نباشد، محلول‌های خانگی نیز می‌توانند استفاده شوند. در کسانی که به صورت شدید آب از دست داده‌اند، تزریق وریدی نیز ممکن است ضروری باشند. اما بیشتر موارد را می‌توان به خوبی با مایعات دهانی برطرف کرد. آنتی‌بیوتیک‌ها نیز ممکن است در موارد اندکی پیشنهاد شوند که البته به ندرت استفاده می‌شود. آنتی‌بیوتیک ممکن است برای این افراد تجویز شود: کسانی که اسهال خونی و تب بالایی دارند، کسانی که به اسهال پس از مسافرت دچار شده‌اند، و کسانی که در مدفوعشان باکتری‌ها یا انگل‌های خاصی رشد می‌کند. لوپرامید ممکن است دفعات اجابت مزاج را کاهش دهد اما برای کسانی که به نوع حاد بیماری دچارند توصیه نمی‌شود.

## همه‌گیرشناسی
حدود ۱٫۷ تا ۵ میلیارد مورد اسهال در سال رخ می‌دهد. این بیماری در کشورهای در حال توسعه شیوع بیشتری دارد. در این کشورها، کودکان به‌طور متوسط ۳ بار در سال اسهال می‌گیرند. از سال ۲۰۱۲، در سطح جهان، این بیماری دومین عامل رایج مرگ و میر در کودکان زیر پنج سال است (۰/۷۶ میلیون یا ۱۱ درصد). اپیزودهای مکرر اسهال نیز یکی از عوامل رایج سوء تغذیه هستند و در افراد زیر پنج سال به عنوان رایج‌ترین عامل شناخته می‌شوند. دیگر مشکلات طولانی مدت که ممکن است در پی این بیماری به وجود آیند، شامل رشد فیزیکی و فکری ضعیف است.

سال‌های تقریبی ناتوانی در طول عمر در اثر اسهال در هر ۱۰۰ هزار نفر.
بدون داده
≤۵۰
۵۰–۱۰۰
۱۰۰–۲۰۰
۲۰۰–۳۰۰
۳۰۰–۴۰۰
۴۰۰–۵۰۰
۵۰۰–۷۵۰
۷۵۰–۱۰۰۰
۱۰۰۰–۱۲۵۰
۱۲۵۰–۲۵۰۰
۲۵۰۰–۵۰۰۰
≥۵۰۰۰

## اسهال ترشحی
به‌طور طبیعی حجم زیادی از آب به داخل رودهٔ کوچک ترشح می‌شود، اما حجم بیشتر این آب ترشح شده دوباره توسط دیوارهٔ رودهٔ کوچک قبل از رسیدن به رودهٔ بزرگ بازجذب می‌شود. اسهال ترشحی زمانی رخ می‌دهد، که در آن ترشح به درون لومن روده بیشتر از بازجذب در دیوارهٔ روده رخ دهد یا از بازجذب مواد ترشحی، توسط دیوارهٔ روده جلوگیری به عمل آید. از شایع‌ترین علل این نوع اسهال، توکسین ویبریو کلرا است، که ترشح آنیون‌ها، به خصوص کلر را تحریک می‌کند، لذا برای نگه داشتن تعادل الکتریکی، یون سدیم به همراه آب دفع می‌شود. در این نوع از اسهال، اسمولاریتهٔ ترشحات روده‌ای با پلاسما برابر است و با ناشتا بودن، اسهال ادامه می‌یابد.

## اسهال اسموتیک
بازجذب آب در روده، به بازجذب کافی مواد محلول در روده بستگی دارد. اگر میزان مواد محلول در لومن روده افزایش یابد، این مواد محلول اضافی بازجذب نشده و به دنبال آن، آب هم بازجذب نمی‌شود و در نهایت اسهال پدید می‌آید.
اسهال اسموتیک معمولاً تحت شرایط دو وضعیت زیر رخ می‌دهد:
1. وجود مواد اسموتیک (موادی با خاصیت بازجذب کم) در روده مانند مانیتول، سوربیتول، سولفات منیزیم و …
2. سوءجذب: برای مثال ناتوانی در بازجذب بی کربنات از شایع‌ترین علل اسهال ناشی از سوءجذب می‌باشد، مثال بارز عدم تحمل لاکتوز ناشی از نقص آنزیم لاکتاز موجود در حاشیه مسواکی دیوارهٔ روده می‌باشد. در اثر نقص این آنزیم، لاکتوز، به گلوکز و گالاکتوز جهت بازجذب هیدرولیز نمی‌شود، بنابراین لاکتوز اسموتیک در لومن روده باقی خواهد ماند؛ این لاکتوز بازجذب نشده، آب را نیز در لومن روده با خود نگه داشته و اسهال را پدیدمی‌آورد. این نوع از اسهال با ناشتا بودن یا قطع مصرف مواد اسموتیک متوقف می‌شود.[۹]